# Iekaterina Desnítskaia
Iekaterina Desnítskaia   (Lutsk, 27 d'abril de 1886 (Julià) - París, 3 de gener de 1960) en el món anglosaxó, Catherine Desnitski. Va ser una noble russa, que participà en la guerra russo-japonesa i a la que es distingí amb la Creu de Sant Jordi (1904). Va ser l'esposa del príncep Chakrabongse Bhuvanath de 1906 a 1919. La història del seu amor es descriu en obres literàries i es va plasmar en un ballet de la Companyia de Ballet del Kremlin en el Festival Internacional de Dansa i Música de Bangkok (2003).

## Biografia
Desnitski va néixer com Ekaterina Ivanova Desnitskaya. En la seva joventut es va convertir en infermera i va servir en la Guerra russo-japonesa de 1904-1905 i va ser condecorada per la seva participació en el conflicte armat. En 1904 va conèixer al príncep de Bishnulok, (el segon fill del rei Rama V). En 1906 la parella es va casar a l'església grega de la Santíssima Trinitat d'Istanbul. El 28 de març de 1908 va néixer el seu fill, Chula Chakrabon.
En 1919, el Príncep i Denitski es van divorciar, però ella va rebutjar un acord econòmic i va marxar a Shanghái, on s'havia establert el seu germà i hi havia una gran diàspora russa. Allí es va involucrar en obres de caritat i, més tard, es va casar amb l'estatunidenc Harry Clinton Stone, amb qui va viure a París i Portland. Va morir el 3 de gener de 1960 i va ser enterrada a París.
En 1995, la seva néta Narisa Chakrabon, la filla de Chula Chakrabon i la seva esposa anglesa Elizabeth Hunter, en col·laboració amb Eileen Hunter (la seva tia materna), va publicar el llibre biogràfic Katya and the Prince of Siam.